# イヴァ・パチェッティ
イヴァ・パチェッティ（Iva Pacetti, 1898年12月13日 - 1981年1月19日）は、イタリア出身のソプラノ歌手。
プラートの生まれ。幼少時より歌に興味を持ち、15歳の頃からフェルッチョ・チェッキーニとマリー・ミラベラに歌唱法を教わる。また、イタリア・ヴィタリーニから演技の指導も受けた。1920年にメスタージオ劇場でジュゼッペ・ヴェルディの《アイーダ》に出演してデビューを飾り、1922年にはミラノ・スカラ座でアルトゥーロ・トスカニーニの振るアッリーゴ・ボーイトの《メフィストフェレ》に出演して名声を確立した。その後はミラノ・スカラ座を中心に世界各地の歌劇場に客演して成功を収め、1941年にはフランコ・アルファーノの《ドン・ジョヴァンニの影》の初演に参加している。1947年に演奏活動から引退した。
ローマにて没。